# ロンド・ファン・フラーンデレン2013
ロンド・ファン・フラーンデレン2013は、ロンド・ファン・フラーンデレンの97回目のレース。2013年3月31日に行われた。

## 参加チーム
UCIプロチーム
| チーム名                                | 国籍           | コード |
| --------------------------------------- | -------------- | ------ |
| AG2R・ラ・モンディアル                  | フランス       | ALM    |
| アルゴス・シマノ                        | オランダ       | ARG    |
| アスタナ                                | カザフスタン   | AST    |
| ブランコ                                | オランダ       | BLA    |
| BMC・レーシングチーム                   | アメリカ合衆国 | BMC    |
| キャノンデール                          | イタリア       | CAN    |
| エウスカルテル・エウスカディ            | スペイン       | EUS    |
| FDJ                                     | フランス       | FDJ    |
| ガーミン・シャープ                      | アメリカ合衆国 | GRS    |
| カチューシャ                            | ロシア         | KAT    |
| ランプレ・メリダ                        | イタリア       | LAM    |
| ロット・ベリソル                        | ベルギー       | LTB    |
| モビスター・チーム                      | スペイン       | MOV    |
| オリカ・グリーンエッジ                  | オーストラリア | OGE    |
| オメガファーマ・クイックステップ        | ベルギー       | OPQ    |
| レディオシャック・レオパルド            | ルクセンブルク | RLT    |
| チーム・サクソバンク - ティンコフバンク | デンマーク     | TST    |
| チーム・スカイ                          | イギリス       | SKY    |
| ヴァカンソレイユ・DCM                   | オランダ       | VCD    |

招待チーム
- アクセント・ジョブス - ワンティ（ ベルギー、AJW）
- クレラン - ユーフォニー（ ベルギー、CRE）
- チーム・ヨーロッパカー（ フランス、EUC）
- IAM（ スイス、IAM）
- ネタップ - エンデュラ（ ドイツ、TNE）
- トップスポート・フラーンデレン - バロワーズ（ ベルギー、TSV）
- ヴィーニ・ファンティーニ - セッレ・イターリア（ イタリア、VIN）

## 成績
- ブルッヘ 〜 アウデナールデ 256㎞

| 順位 | 選手名                         | 国籍           | チーム                       | 時間          |
| ---- | ------------------------------ | -------------- | ---------------------------- | ------------- |
| 1    | ファビアン・カンチェラーラ     | スイス         | レディオシャック・レオパード | 6時間06分01秒 |
| 2    | ペーター・サガン               | スロバキア     | キャノンデール               | +1分27秒      |
| 3    | ユルヘン・ルラントス           | ベルギー       | ロット・ベリソル             | +1分29秒      |
| 4    | アレクサンダー・クリストフ     | ノルウェー     | カチューシャ                 | +1分39秒      |
| 5    | マテュー・ラダニュー           | フランス       | FDJ                          | 同            |
| 6    | ハインリヒ・ハウスラー         | オーストラリア | IAM                          | 同            |
| 7    | フレフ・ファン・アヴェルマート | ベルギー       | BMC・レーシングチーム        | 同            |
| 8    | セバスティアン・テュルゴ       | フランス       | チーム・ヨーロッパカー       | 同            |
| 9    | ヨーン・デーゲンコルプ         | ドイツ         | アルゴス・シマノ             | 同            |
| 10   | セバスティアン・ランヘヴェルト | オランダ       | オリカ・グリーンエッジ       | 同            |
| 84   | 別府史之                       | 日本           | オリカ・グリーンエッジ       | +13分35秒     |